# Таболово (Волоколамский район)
Таболово — деревня в Волоколамском районе Московской области России, входит в состав сельского поселения Спасское. Население — 17 чел. (2010).
До 1973 года — центр Таболовского сельсовета.

## География
Деревня Таболово расположена на западе Московской области, в юго-восточной части Волоколамского района, примерно в 10 км к юго-востоку от города Волоколамска, с которым связана прямым автобусным сообщением.
В деревне три улицы — Дорожная, Озёрная и Полевая. Ближайшие населённые пункты — деревни Куликово, Власьево и Соснино.

## Население
| 1859 | 1890 | 1899 | 1926 | 2002 | 2006 | 2010 |
| ---- | ---- | ---- | ---- | ---- | ---- | ---- |
| 355  | ↘266 | ↘170 | ↗268 | ↘19  | ↗24  | ↘17  |

## История
По данным на 1890 год — деревня Судниковской волости Рузского уезда Московской губернии с 266 душами населения.
В 1913 году — 62 двора.
По материалам Всесоюзной переписи населения 1926 года — центр Таболовского сельсовета Судниковской волости Волоколамского уезда в 10 км от Осташёвского шоссе и 12 км от станции Волоколамск Балтийской железной дороги. Проживало 268 жителей (118 мужчин, 150 женщин), насчитывалось 58 крестьянских хозяйств.
С 1929 года — населённый пункт в составе Волоколамского района Московского округа Московской области. Постановлением ЦИК и СНК от 23 июля 1930 года округа как административно-территориальные единицы были ликвидированы.
1929—1939, 1957—1963, 1965—1973 гг. — центр Таболовского сельсовета Волоколамского района.
1939—1957 гг. — центр Таболовского сельсовета Осташёвского района.
1963—1965 гг. — центр Таболовского сельсовета Волоколамского укрупнённого сельского района.
1973—1994 гг. — деревня Судниковского сельсовета Волоколамского района.
В 1994 году Московской областной думой было утверждено положение о местном самоуправлении в Московской области, сельские советы как административно-территориальные единицы были преобразованы в сельские округа.
1994—2006 гг. — деревня Судниковского сельского округа Волоколамского района.
С 2006 года — деревня сельского поселения Спасское Волоколамского муниципального района Московской области.

## Туризм
В деревне расположена рыболовная база «Таболово» с несколькими водоёмами. Рыбалка платная. В водоёмах водятся карп, щука, карась, окунь, плотва и белый амур. При рыболовной базе имеется гостиница, баня, кафе и магазин.